# Castianeira isophthalma
Castianeira isophthalma är en spindelart som beskrevs av Cândido Firmino de Mello-Leitão 1930. 
Castianeira isophthalma ingår i släktet Castianeira och familjen flinkspindlar. Inga underarter finns listade.